# Gare de Sanyō Aboshi
La gare de Sanyō Aboshi (山陽網干駅, San'yō Aboshi-eki) est une gare ferroviaire localisée dans la ville d'Himeji, dans la préfecture de Hyōgo au Japon. La gare est exploitée par la compagnie Sanyo Electric Railway, sur la ligne Aboshi. Elle est le terminus de la ligne. Le numéro de la gare est SY 56.

## Situation ferroviaire
Établie à 4 mètres d'altitude, la gare de Sanyō Aboshi est située au point kilométrique (PK) 8.5 de la ligne Sanyō Aboshi. La gare est également le terminus de la ligne en provenance de Shikama.

## Histoire
C'est le 6 juillet 1941 que la gare est inaugurée sous le nom de Dentetsu Aboshi. En 1991, la gare change de nom de devient Sanyo Aboshi.
En 2013, la fréquentation journalière de la gare était de 2 245 personnes.
| 2010  | 2011  | 2012  | 2013  |
| 2 139 | 2 140 | 2 174 | 2 245 |

## Service des voyageurs

### Accueil
La gare dispose de billetterie automatique de réservation.

### Desserte
La gare de Sanyo Aboshi est une gare disposant d'un quai et de deux voies.
| N° de voie | Ligne  | Direction                |
| ---------- | ------ | ------------------------ |
| 1・2       | Aboshi | Shikama - Himeji - Osaka |

Installations et desserte
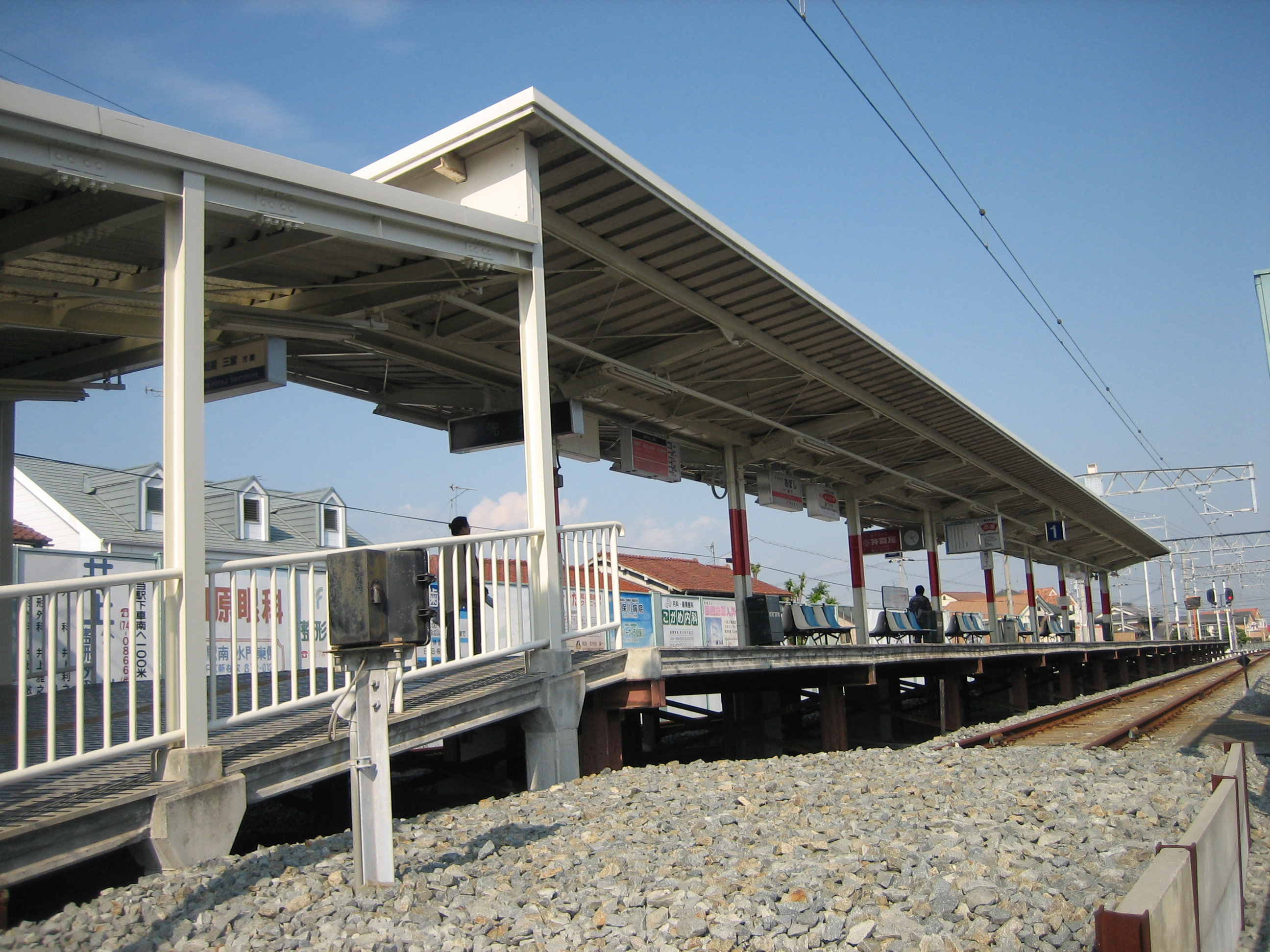
Vue sur les voies et quai.
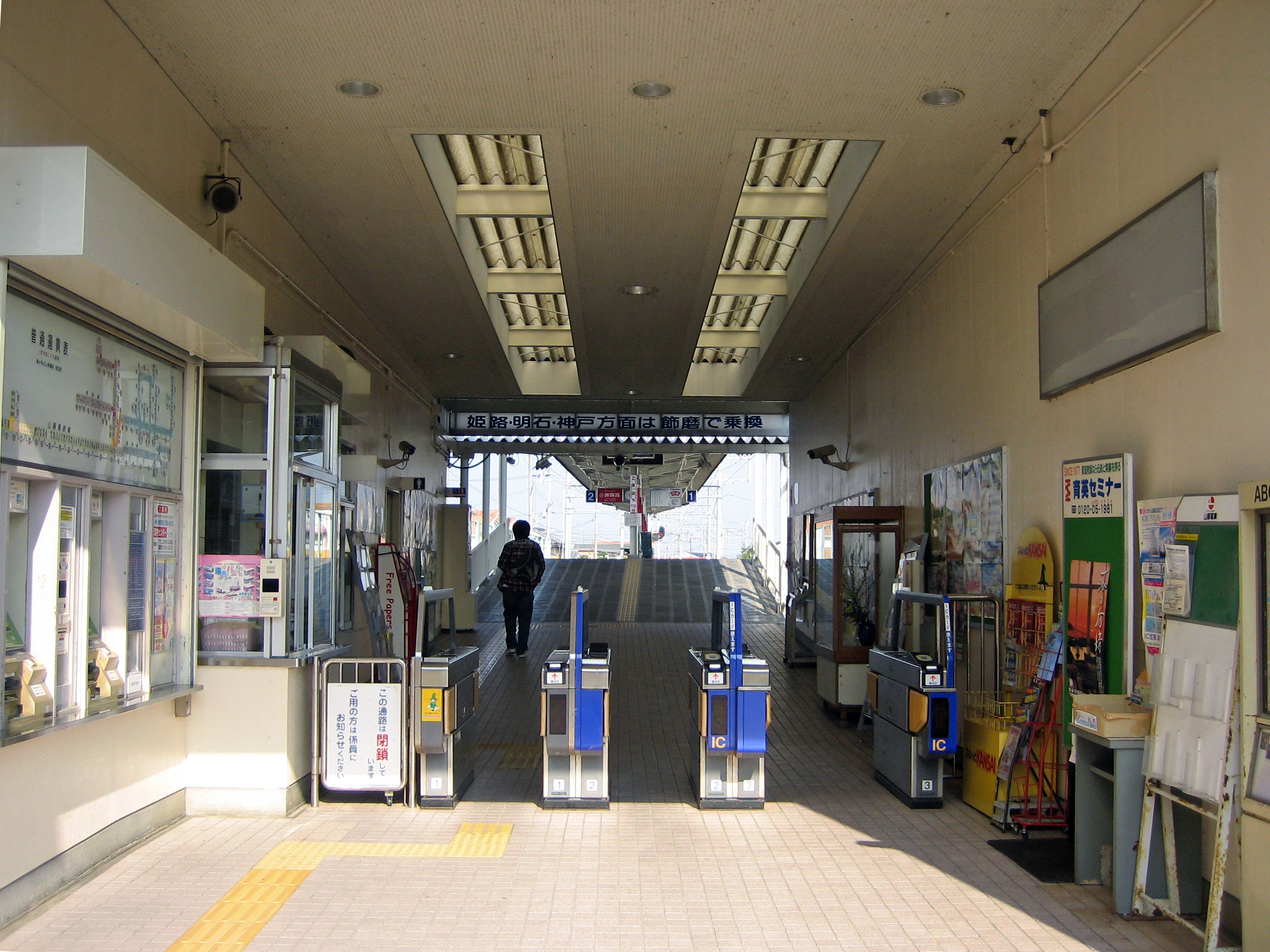
Portillons d'accès au quai.
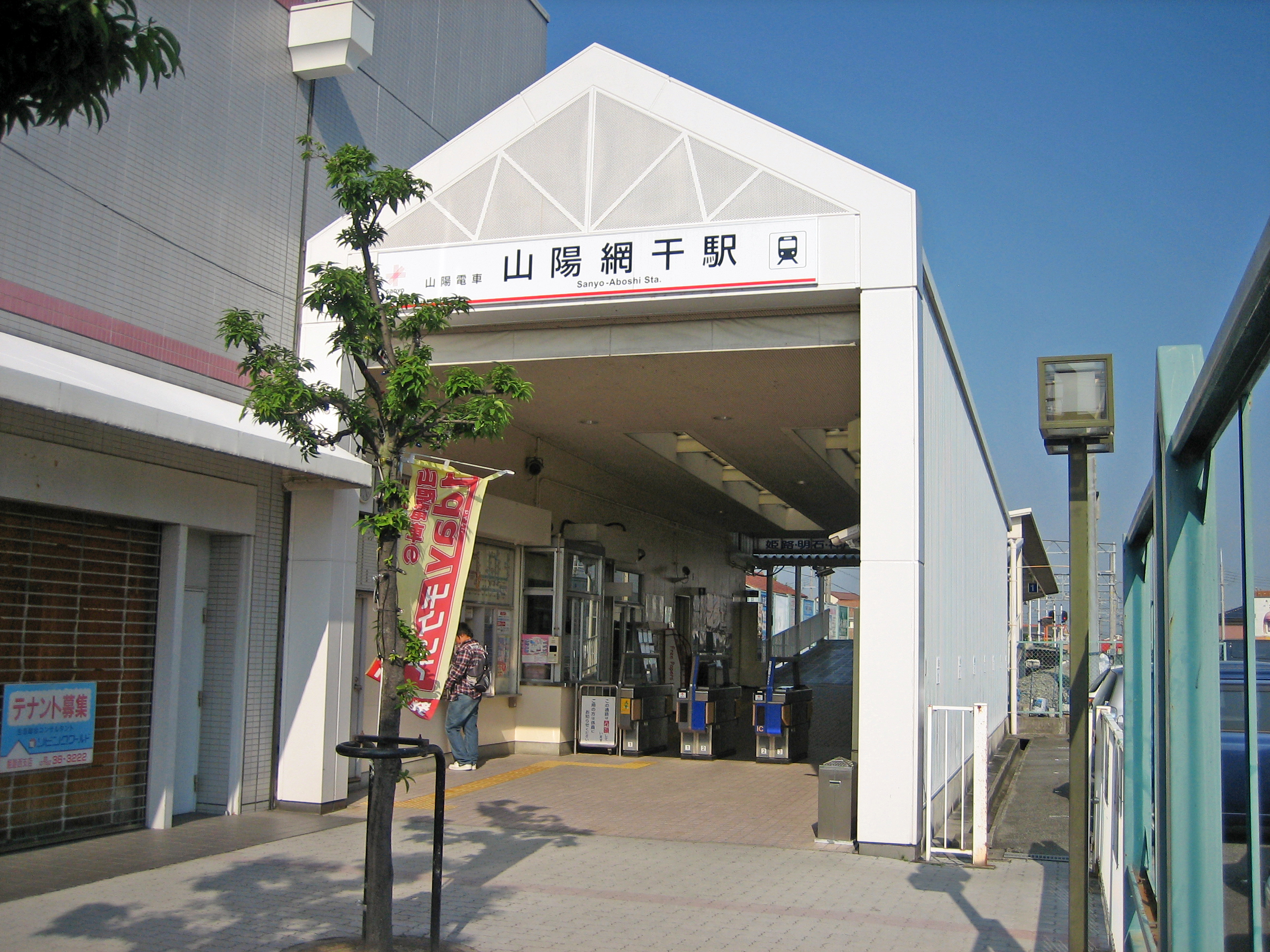
Local d'entrée.

### Site d’intérêt
- Le sanctuaire shinto Usukihachiman-jinja
- Le Mont Ayabe
- Le  parc naturel Mitsu de  Tatsuno
- La station balnéaire de Shin-maiko
- Les temples de Ryōmon-ji et Daikku-ji